# Joseph Krause
Joseph Franz Krause (ur. 26 stycznia 1840 w Braniewie, zm. 27 marca 1900 tamże) – ksiądz katolicki, profesor zwyczajny fakultetu filozoficznego Liceum Hosianum w Braniewie, wykładowca filozofii i teologii moralnej, nauczyciel religii w szkołach średnich w Braniewie.

## Życiorys

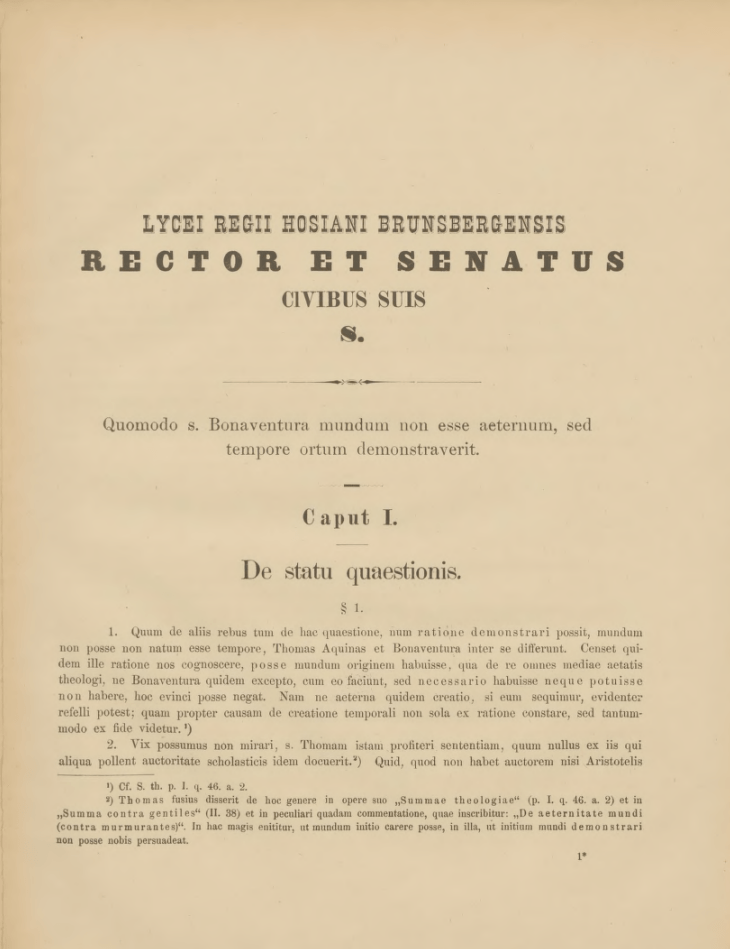
Quomodo s. Bonaventura mundum non esse aeternum, sed tempore ortum demonstraverit, 1890

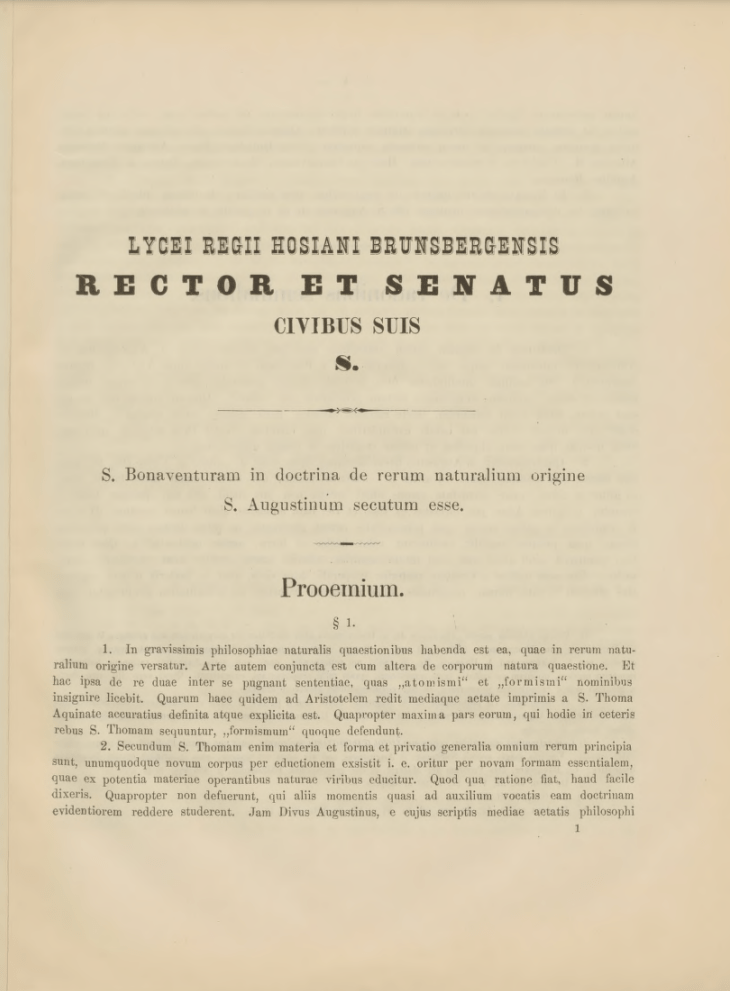
S. Bonaventuram in doctrina de rerum naturalium origine, 1893

Urodził się w Braniewie w rodzinie Johanna, mistrza bednarskiego, i Magdalene z domu Preuschoff. Kształcił się w gimnazjum w Braniewie, które ukończył w 1860, uzyskując świadectwo dojrzałości. Przez jeden semestr studiował medycynę na Uniwersytecie w Królewcu, po czym przeniósł się na studia filozoficzno-teologiczne do Liceum Hosianum w rodzinnym mieście. Ukończył je i przyjął święcenia kapłańskie 31 lipca 1864 roku we fromborskiej katedrze z rąk biskupa Geritza (m.in. razem z Janem Szadowskim). Od października 1864 do połowy 1865 posługiwał jako wikariusz w Cyganku i Nowym Dworze Gdańskim. W lipcu 1865 uzyskał grant z fundacji Jana Preucka na dalsze studia w Rzymie, gdzie już po roku, 5 lipca 1866, uzyskał stopień doktora teologii. Na dalsze studia udał się do Münster i 31 października 1868 na Uniwersytecie w Münster uzyskał drugi doktorat, z filozofii. Po powrocie do diecezji warmińskiej w 1869 pełnił posługę kapłańską w Mingajnach i w Reszlu. 19 sierpnia 1869 został przeniesiony do Królewca na stanowisko trzeciego wikariusza. Po roku, 10 września 1870, został mianowany prefektem konwiktu w Braniewie. 22 października tego roku uzyskał habilitację w braniewskim Liceum Hosianum i pracował następnie na tej uczelni jako wykładowca nieetatowy (privatdozent). 14 grudnia 1871 otrzymał jako beneficjum kościółek Świętej Trójcy w Nowym Mieście. Od wiosny 1872 był nauczycielem religii w braniewskim gimnazjum W sierpniu 1877 został mianowany tymczasowym nauczycielem religii w Seminarium Nauczycielskim w Braniewie, a z dniem 1 lipca 1883 został ostatecznie zatwierdzony na tym stanowisku. Został mianowany z dniem 1 stycznia 1887 roku na stanowisko profesora nadzwyczajnego fakultetu filozoficznego, a z dniem 14 października 1888 profesorem zwyczajnym Liceum Hosianum. Wykładał w nim filozofię i teologię moralną. Pracował w Liceum Hosianum do końca życia. Zmarł 27 marca 1900 w Braniewie.
Jego zainteresowania naukowe koncentrowały się między innymi na nauce Świętego Bonawentury.

## Publikacje
- Quomodo s. Bonaventura rnundum non esse aeternum, sed tempore ortum demonstraverit, Braunsbergae 1890[3]
- S. Bonaventuram in doctrina de rerum naturalium origine S. Augustinum secutum esse, Braunsberg 1893[4]